# Мирасол
Мирасол (порт. Mirassol)  —  муниципалитет в Бразилии, входит в штат Сан-Паулу. Составная часть мезорегиона Сан-Жозе-ду-Риу-Прету. Входит в экономико-статистический  микрорегион Сан-Жозе-ду-Риу-Прету. Население составляет 55 009 человек на 2006 год. Занимает площадь 243,802 км². Плотность населения — 225,6 чел./км².
Праздник города — 8 сентября.

## История
Город основан 8 сентября 1910 года.

## Статистика
- Валовой внутренний продукт на 2003 составляет 345.849.109,00 реалов (данные: Бразильский институт географии и статистики).
- Валовой внутренний продукт на душу населения на 2003 составляет 6.657,99 реалов (данные: Бразильский институт географии и статистики).
- Индекс развития человеческого потенциала на 2000 составляет 0,822 (данные: Программа развития ООН).

## География
Климат местности: умеренный. В соответствии с классификацией Кёппена, климат относится к категории Cfa.